# Periélio
Em astronomia, o periélio (ou perélio), que vem de peri (à volta, perto) e hélio (Sol), é o ponto da órbita de um corpo, seja ele planeta, planeta anão, asteroide ou cometa, que está mais próximo do Sol. Quando um corpo se encontra no periélio, ele tem a maior velocidade de translação de toda a sua órbita. Quando o corpo em questão estiver orbitando qualquer outro objeto celeste que não o Sol, utiliza-se o nome genérico periastro para identificar esse ponto.
A distância entre a Terra e o Sol no periélio é de aproximadamente 147,1 milhões de quilômetros. Isto ocorre uma vez por ano, por volta de catorze dias após o solstício de dezembro, próximo do dia 4 de janeiro.

## Relação com as Leis de Kepler
As Leis de Kepler acabam tendo uma influência direta em relação ao periélio. A primeira delas, conhecida como lei das órbitas elípticas, enuncia em tese de forma simplificada que: os planetas descrevem órbitas elípticas em torno do sol; essa lei se relaciona de forma direta com o fato de o planeta estar mais afastado do sol (Afélio) ou mais próximo (periélio). Já a segunda lei, intitulada de lei das áreas, apresenta de forma resumida que: os planetas varrem áreas iguais em tempos iguais; a partir disso pode-se levar em conta que quando os planetas se deslocam próximo ao sol eles possuem um movimento de translação mais rápido e quando vão se afastando o movimento tende a perder velocidade, evidenciando-se que quando o planeta se encontra no estado de periélio ele apresenta um movimento mais rápido.

## Relação com as Estações do ano
Tende-se a se relacionar as mudanças das estações do ano à variação da distância entre o Sol e a Terra, mas essa relação não possui veracidade. Se essa tese fosse seguida, teríamos a seguinte conclusão: quando a Terra se encontra no estado de periélio ela estaria em uma estação mais quente e quando se encontrasse em afélio estaria em uma estação mais fria; mas esse argumento pode ser invalidado pelo simples fato de os hemisférios Sul-Norte possuírem estações invertidas quando se encontram nesses estados. Outro argumento que pode invalidar essa tese é: a órbita da Terra em torno do Sol está bem próxima de ser circular, mas possui uma certa Excentricidade orbital; deste modo quando se calcula a variação de temperatura relacionada à distância comprova-se que essa variação é relativamente pequena se comparada com a que é ocasionada pela variação de inclinação do Eixo terrestre.

## Periélios no Sistema Solar
Periélios
- Periélios (em verde) e Afélios (em vermelho) dos quatro planetas interiores.
- Periélios (em verde) e Afélios (em vermelho) dos quatro planetas externos.

## Longitude de periélio
A longitude de periélio (ou do periastro) é o ângulo medido a partir do equinócio vernal para leste sobre a eclíptica do planeta até o nó ascendente da sua órbita, indo daí até o periélio desse planeta. Trata-se de um dos elementos orbitais.
A partir desse dados pode-se determinar o defasamento sobre o plano orbital médio entre os eixos maiores das órbitas dos oito planetas, cujas inclinações entre si são pouco significativas. Ver esse defasamento nas imagens acima.
Esse valor em graus (°) é obtido pela soma vetorial das grandezas orbitais argumento do periastro e longitude do nó ascendente de cada planeta.
A seguir apresenta-se a tabela da diferença angular, no sentido de translação dos planetas, entre a longitude do periélio da Terra (102,947°, para a tabela considerada como 0°) e a mesma grandeza dos demais planetas.
| Mercúrio | Vênus   | Marte    | Júpiter  | Saturno  | Urano   | Netuno   |
| 335,455° | 29,523° | 231,099° | 273,558° | 347,657° | 67°531' | 295,441° |
| -------- | ------- | -------- | -------- | -------- | ------- | -------- |